# Говеђари
Говеђари (итал. Govegiari) су насељено место у саставу општине Мљет, на острву Мљету, Дубровачко-неретванска жупанија, Република Хрватска.

## Географски положај
Говеђари се налазе на острву Мљету и сматрају се главним насељем западне стране острва. У насељу се налази управа националног парка Мљет, пошта, и жупна црква са жупним двором. Говеђари су једино место у националном парку које није на мору.
У свом саставу Говеђари имају неколико заселака:
- Бабине Куће
- Солине
- Пристаниште (итал. Santa Maria di Méleda) — лука на Великом језеру у којој се налази управа Националног парка Мљет и пошта Говеђари
- Њивице
- Велика Лоза (итал. Porto Loggia) — састоји се од две куће, жупног двора и једне породичне куће

## Историја
До територијалне реорганизације у Хрватској налазили су се у саставу старе општине Дубровник.
Западна страна острва Мљета до краја 18. века није била никако насељавана. Не рачунајући илирско становништво на острву, које није имало сталне насеобине. Прво стално насеље биле су Полаче, али ни Полаче нису биле насеље у данашњем смислу те речи јер је у Полачама постојала само палата са становницима, и није постојало насеље. До 11. века, романско становништо одупирало се насељавању других народа у западну трећину острва, коју су држали под својом влашћу.
После римске владавине, власт на западном делу острва преузимају бенедиктинци, који су до краја 18. века забрањивали било какво стално насељавање у то подручје. Самостан је сваке године међу становницима острва бирао шест ратара и шест пастира који су само ту годину живели на западној страни острва. Стално је насељавање било забрањено. Ипак, 1793. године, бенедиктицни допуштају перманентно усељавање породице Милић (браћи Николи и Петру), бабинопољским ратарима, досељеницима из Сланог, те Бабинопољцу Винценцу Стражичићу — Басту како би за самостан чували стоку (место је по стоци (говедима) и добило име). Место се шири каснијим досељавањем породица Хајдић, Стражичић, Сршен и Матана. С обзиром да пре тога није било сталног насеља на западној страни, сматра се да су Говеђари прво насеље на подручју данашњег националног парка.

## Становништво
На попису становништва 2011. године, Говеђари су имали 151 становника.
| Број становника по пописима | Број становника по пописима | Број становника по пописима | Број становника по пописима | Број становника по пописима | Број становника по пописима | Број становника по пописима | Број становника по пописима | Број становника по пописима | Број становника по пописима | Број становника по пописима | Број становника по пописима | Број становника по пописима | Број становника по пописима | Број становника по пописима | Број становника по пописима |
| --------------------------- | --------------------------- | --------------------------- | --------------------------- | --------------------------- | --------------------------- | --------------------------- | --------------------------- | --------------------------- | --------------------------- | --------------------------- | --------------------------- | --------------------------- | --------------------------- | --------------------------- | --------------------------- |
| 1857                        | 1869                        | 1880                        | 1890                        | 1900                        | 1910                        | 1921                        | 1931                        | 1948                        | 1953                        | 1961                        | 1971                        | 1981                        | 1991                        | 2001                        | 2011                        |
| 118                         | 163                         | 128                         | 179                         | 169                         | 240                         | 317                         | 348                         | 274                         | 283                         | 286                         | 238                         | 182                         | 179                         | 165                         | 151                         |

Напомена: У 1981. смањено издвајањем истоимених делова у самостална насеља Полаче и Помена. У 1857., 1869., 1921. и 1931. садржи податке за насеље Полаче, а од 1890. до 1931. за насеље Помена.
По броју становника, Говеђари су одувек били на другом месту, одмах иза Бабиног Поља. С обзиром да су Говеђари доста старо насеље, суочавају се са проблемом старог становништва, али и са проблемом исељавања јер због туризма многи становници одлазе да живе у околна насеља на мору.

### Попис1991.
На попису становништва 1991. године, насељено место Говеђари је имало 179 становника, следећег националног састава:
| Попис 1991.‍  | Попис 1991.‍  | Попис 1991.‍ | Попис 1991.‍ | Попис 1991.‍ |
| ------------ | ------------ | ----------- | ----------- | ----------- |
|              |              |             |             |             |
| Хрвати       | Хрвати       |             | 167         | 93,29%      |
| Црногорци    | Црногорци    |             | 4           | 2,23%       |
| Срби         | Срби         |             | 3           | 1,67%       |
| Русини       | Русини       |             | 1           | 0,55%       |
| Словенци     | Словенци     |             | 1           | 0,55%       |
| регион. опр. | регион. опр. |             | 3           | 1,67%       |
| укупно: 179  |              |             |             |             |

## Привреда
Насеље се сместило уз плодно поље Помјенту, тако да је становништво свој живот базирало на пољопривреди. Због удаљености од мора, становници Говеђара се никад нису у великој мери бавили рибарством. Место није развијено туристички, јер становници, који се баве туризмом, током лета одлазе у околна места на мору.

## Образовање
Говеђари су једино место на острву, уз Бабино Поље, које има основну школу. С обзиром на мали број ученика, који гравитирају према Говеђарима, у месту не постоји осмогодишња школа, већ трогодишња. После трећег разреда, деца настављају школовање у Бабином Пољу.